# Haplolabida inaequata
Haplolabida inaequata là một loài bướm đêm trong họ Geometridae.